# Voran-Automobilbau
Die Voran-Automobilbau AG war ein deutsches Unternehmen im Bereich Fahrzeugbau bzw. Automobilbau, das im Herbst 1926 in Berlin-Wilmersdorf in der Rechtsform einer Aktiengesellschaft gegründet wurde.

## Unternehmensgeschichte
Zu den Gründern zählte der Ingenieur Richard Bussien (* 18. November 1888 in Leipzig, gest. 1979), der gemeinsam mit Eugen Hinzler den Vorstand des Unternehmens bildete. Der Unternehmenszweck wurde mit „Konstruktion von Vorderräderantrieben und Verwertung von Patenten dieser Art“ angegeben. Das Aktienkapital betrug bei Gründung 200.000 Reichsmark (RM) und wurde bis 1928 in zwei Schritten auf 450.000 RM erhöht.
In den ersten beiden Jahren wurde ein Voran-Wagen angeboten, der mit Frontantrieb und Pluto-Motoren 5/25 PS oder 6/30 PS ausgestattet war. Allerdings entstanden nur sehr wenige Exemplare.
1930 kaufte die AEG das Unternehmen und verband es mit ihrer Automobilgesellschaft, der NAG. Dem Aufsichtsrat gehörten danach Siegmund Kleczewer (NAG), Fritz Rosenberg (AEG) und der Rechtsanwalt Willy Gaffrey an.
Zusammen mit NAG entstand zunächst ein Prototyp eines frontgetriebenen V-8-Modells, der NAG-Voran V8 Typ 212. Ab 1933 wurde der NAG-Voran Typ 220 mit Vierzylinder-Boxermotor gebaut, der jedoch zum Misserfolg wurde und das Ende der Automobilproduktion 1934 besiegelte. Bussien und Hinzler wurden abgelöst durch die NAG-Manager Paul Gappel bzw. Karl Friedrich Hellfritz. Die Voran-Automobilbau AG wurde anscheinend bis 1937 abgewickelt.
Richard Bussien arbeitete später für die deutsche Ford Motor Company AG in Köln.